# 2. krajiška brigada (NOVJ)
Za druge 2. brigade glejte 2. brigada.
2. krajiška brigada je bila brigada v sestavi Narodnoosvobodilne vojske in partizanskih odredov Jugoslavije in ki je delovala med drugo svetovno vojno na področju Kraljevine Jugoslavije.

## Zgodovina
Brigada je bila ustanovljena 2. avgusta 1942 s 3 bataljoni, pri čemer je imela okoli 1.000 borcev.

## Organizacija
- štab
- 3x bataljon